# Старое (Удомельский район)
Старое — деревня в Удомельском городском округе Тверской области.

## География
Деревня находится в северной части Тверской области на расстоянии приблизительно 15 км на восток по прямой от железнодорожного вокзала города Удомля впритык к северной стороне полосы отчуждения железной дороги Бологое-Рыбинск и западнее в 0,5 км от поселка Еремково.

## История
Известна с 1859 года как владение помещика Д. Н. Мельницкого. Дворов (хозяйств) в ней было 11 (1859 год), 34 (1886), 35 (1911), 61 (1961), 41 (1986), 30 (1999). В советское время работали колхозы «Искра», «Актив» и совхоз «Еремковский». До 2015 года входила в состав Еремковского сельского поселения до упразднения последнего. С 2015 года в составе Удомельского городского округа.

## Население
Численность населения: 97 человек (1859 год), 97(1859), 179 (1886), 208 (1911), 176 (1961), 86 (1986), 54 (русские 98 %) в 2002 году, 41 в 2010.